# براق يلماز (لاعب كرة قدم)
براق يلماز (بالألمانية: Burak Yilmaz)‏ هو لاعب كرة قدم نمساوي في مركز الوسط، ولد في 7 فبراير 1995 في سانت بولتن في النمسا. لعب مع نادي سانت بولتن.
ماوي نوكوبو

## وصلات خارجية
- براق يلماز (لاعب كرة قدم) على موقع قاعدة بيانات كرة القدم.إي يو (الإنجليزية)
- براق يلماز (لاعب كرة قدم) على موقع Soccerway.com (الإنجليزية)
- براق يلماز (لاعب كرة قدم) على موقع عالم كرة القدم.نت (الإنجليزية)